# Kento Momota
Kento Momota (桃田賢斗), né le 1er septembre 1994 dans la préfecture de Kagawa au Japon, est un joueur professionnel de badminton spécialiste du simple hommes.

## Carrière
Il fait partie de l'équipe du Japon qui remporta la Thomas Cup en 2014, mettant fin à l'hégémonie chinoise depuis 2004. En avril 2015, il remporte l'Open de Singapour devenant, non seulement le premier Japonais à gagner un tournoi Super Series en simple homme, mais aussi le plus jeune vainqueur d'un Super Series dans sa catégorie. 
En avril 2016, il est exclu de l'équipe nationale du Japon, pour une durée illimitée, en raison de sa participation à des jeux illégaux dans un casino clandestin. Il manque les JO 2016.
Sa suspension ayant pris fin, il reprend la compétition en mai 2017. Il remporte la première compétition à laquelle il participe, l'Open de Saitama, battant en finale Takuma Ueda. Il est finaliste de l'Open du Canada 2017 battu par Kanta Tsuneyama. Il remporte les K&D Graphics International Series en août 2017.
Le 5 août 2018, il remporte à Nankin (Chine) le titre de champion du monde face au Chinois Shi Yu Qi. Il devient ainsi le premier Japonais à parvenir au rang de numéro 1 mondial.
En 2019 il remporte le All England, les mondiaux de badminton, l'Open de Chine et les World tour Finals. Il passe proche de remporter les 5 plus grands évènements de son sport sur la même saison en perdant la finale de l'open d'Indonésie.
En Janvier 2020 sa carrière prend un tournant à la suite de sa victoire au Malaysia Open, le taxi qui l'emmène à l'aéroport subit un accident qui tue le chauffeur et blesse Momota à l'orbite oculaire. 
Le 18 avril 2024, il annonce sa retraite internationale, quatre ans après son accident de la route, admettant qu'il ne s'était jamais totalement remis de cet événement.

## Palmarès

### Championnats du monde
| Année | Adversaire      | Score        | Résultat       |
| ----- | --------------- | ------------ | -------------- |
| 2015  | Chen Long       | 09–21, 15–21 | Demi-finaliste |
| 2018  | Shi Yu Qi       | 21–11, 21–13 | Vainqueur      |
| 2019  | Anders Antonsen | 21–09, 21–03 | Vainqueur      |

### Championnats du monde juniors
| Année | Adversaire         | Score               | Résultat       |
| ----- | ------------------ | ------------------- | -------------- |
| 2011  | Zulfadli Zulkiffli | 18–21, 18–21        | Demi-finaliste |
| 2012  | Xue Song           | 21–17, 19–21, 21–19 | Vainqueur      |

### Compétitions internationales par équipes
| Rang                            | Catégorie        | Année | Lieu            |
| ------------------------------- | ---------------- | ----- | --------------- |
| Thomas Cup :                    |                  |       |                 |
| 1                               | Équipe masculine | 2014  | New Delhi, Inde |
| Sudirman Cup :                  |                  |       |                 |
| 2                               | Équipe mixte     | 2015  | Dongguan, Chine |
| Championnats du monde juniors : |                  |       |                 |
| 2                               | Équipe mixte     | 2012  | Chiba, Japon    |

### Palmarès BWF
| Année | Tournoi                          | Adversaires en finale    | Score               | Résultat  |
| ----- | -------------------------------- | ------------------------ | ------------------- | --------- |
| 2013  | Open d'Estonie                   | Eetu Heino               | 20–22, 21–15, 21–15 | Vainqueur |
| 2013  | Masters de Suède                 | Eric Pang                | 21–09, 16–21, 21–18 | Vainqueur |
| 2013  | Tournoi International d'Autriche | Riichi Takeshita         | 21–19, 21–12        | Vainqueur |
| 2015  | Open de Singapour                | Hu Yun                   | 21–17, 16–21, 21–15 | Vainqueur |
| 2015  | Open d'Indonésie                 | Jan Ø. Jørgensen         | 16–21, 21–19, 21–07 | Vainqueur |
| 2015  | BFW Super Series Finals          | Viktor Axelsen           | 21–15, 21–12        | Vainqueur |
| 2016  | Open d'Inde                      | Viktor Axelsen           | 21–15, 21–18        | Vainqueur |
| 2018  | Championnats d'Asie              | Chen Long                | 21–17, 21–13        | Vainqueur |
| 2018  | Open de Malaisie                 | Lee Chong Wei            | 17–21, 21–23        | Finaliste |
| 2018  | Open d'Indonésie                 | Viktor Axelsen           | 21–14, 21–09        | Vainqueur |
| 2018  | Open du Japon                    | Khosit Phetpradab        | 21–14, 21–11        | Vainqueur |
| 2018  | Open de Chine                    | Anthony Sinisuka Ginting | 21–23, 19–21        | Finaliste |
| 2018  | Open du Danemark                 | Chou Tien-chen           | 22–20, 16–21, 21–15 | Vainqueur |
| 2018  | Masters de Chine                 | Chou Tien-chen           | 21–13, 11–21, 21–16 | Vainqueur |
| 2018  | BWF World Tour Finals            | Shi Yuqi                 | 12–21, 11–21        | Finaliste |
| 2019  | Masters d'Indonésie              | Anders Antonsen          | 16–21, 21–14, 16–21 | Finaliste |
| 2019  | Open d'Allemagne                 | Kenta Nishimoto          | 21–10, 21–16        | Vainqueur |
| 2019  | Open d'Angleterre                | Viktor Axelsen           | 21–11, 15–21, 21–15 | Vainqueur |
| 2019  | Open de Singapour                | Anthony Sinisuka Ginting | 10–21, 21–19, 21–13 | Vainqueur |
| 2019  | Championnats d'Asie              | Shi Yu Qi                | 12–21, 21–18, 21–08 | Vainqueur |
| 2019  | Open du Japon                    | Jonatan Christie         | 21–16, 21–13        | Vainqueur |
| 2019  | Open de Chine                    | Anthony Sinisuka Ginting | 19–21, 21–17, 21–19 | Vainqueur |
| 2019  | Open de Corée                    | Chou Tien-chen           | 21–19, 21–17        | Vainqueur |
| 2019  | Open du Danemark                 | Chen Long                | 21–14, 21–12        | Vainqueur |
| 2019  | Fuzhou Open de Chine             | Chou Tien-chen           | 21–15, 17–21, 21–18 | Vainqueur |
| 2019  | BWF World Tour Finals            | Anthony Sinisuka Ginting | 17–21, 21–17, 21–14 | Vainqueur |
| 2020  | Masters de Malaisie              | Viktor Axelsen           | 24–22, 21–11        | Vainqueur |
| 2021  | Open du Danemark                 | Viktor Axelsen           | 22–20, 18–21, 12–21 | Finaliste |
| 2021  | Masters d'Indonésie              | Anders Antonsen          | 21–17, 21–11        | Vainqueur |
| 2022  | Masters de Malaisie              | Anders Antonsen          | 04–21, 07–21        | Finaliste |

 BWF Super Series Masters Finals
 Tournois Super Series
 Tournois Grand Prix Gold et Grand Prix
 Tournois BWF International Challenge/International Series